# Rosbach vor der Höhe
Rosbach vor der Höhe é um município da Alemanha, situado no distrito de Wetterau, no estado de Hesse. Ele está localizado a 25 quilômetros ao norte de Frankfurt am Main, no lado leste da cordilheira Taunus. Tem 45,33 km² de área, e a população em 2019 foi estimada em 12.565 habitantes.

## História
A primeira menção documentada de Rosbach ocorreu em 884. O distrito Rodheim já era mencionado em 805. As descobertas arqueológicas datam os primeiros assentamentos da época do Neolítico e da era dos Celtas.
A origem do nome Rosbach ainda é desconhecida. A cidade recebeu o nome de um riacho próximo (alemão: Bach) de mesmo nome, obviamente. A versão mais aceita da origem da própria palavra Rosbach é que ela é derivada do alto alemão médio roezen ou rozen (alemão: rösten; ret ). O ofício mais comum em Rosbach era a tecelagem do linho e a maceração é usada para descrever o processo de separação da fibra do caule durante a produção do linho.
Em 884, Rosbach foi anunciado ao mosteiro de Fulda devido a um presente do imperador Carlos, o Gordo. Em 1663, Rosbach recebeu privilégios de cidade sob o controle da Landgraviate de Hesse-Darmstadt, do Conde de Nassau e do Eleitorado e Arcebispado de Trier.
Rosbach fazia parte da estrada histórica ao longo do Long Hesse (alemão: Durch die langen Hessen) conectando Frankfurt e Leipzig. Durante 1850 e 1926, o minério de manganês foi extraído em 80 minas. Durante esse tempo, os recursos naturais trouxeram avanços tecnológicos e a população aumentou drasticamente. Em 1901, Nieder-Rosbach foi conectado à rede ferroviária da Alemanha como parte da conexão ferroviária entre Friedberg e Bad Homburg.
Em 1912, o distrito comum de Ober- und Nieder-Rosbach foi separado. Em 1970, a Nieder-Rosbach foi incorporada pela Ober-Rosbach. Em agosto de 1972, Rodheim perde sua independência em termos de política local e faz parte da cidade de Rosbach desde então.

## Geografia

### Localização
Ao norte, Rosbach faz fronteira com Friedberg; ao leste, Wöllstadt; ao sul, Karben; e a oeste, Bad Homburg, Friedrichsdorf e Wehrheim. Rosbach está localizada a 25 km ao norte de Frankfurt, no distrito de Wetteraukreis, no lado oriental da cordilheira Taunus. Os riachos Fahrenbach e Rosbach em Ober-Rosbach e Nieder-Rosbach, respectivamente, fluem para o Nidda.

### Geologia
Entre 1998 e 2000, houve uma discussão sobre uma cratera de impacto perto de Rosbach chamada Rosbach Krater. Começando com um artigo no jornal local Wetterauer Zeitung, foram publicados artigos em outros jornais como o Frankfurter Rundschau e o Frankfurter Allgemeine Zeitung. Um mineralogista e sua equipe da Universidade de Marburg encontraram Strukturen planare (lit. estruturas planas) do quartzo mineral, argumentando que estes são resultados evidentes para chamar a cratera de resultado de um impacto de meteorito. Duas semanas depois, eles revisaram sua interpretação anterior, dizendo que esses elementos planares são lamelas de Boehm. Assim, a "cratera" com suas lamelas deformadas parece ter sido criada durante a formação da cordilheira Taunus, e não por um meteorito.

### Subdivisões do município
Rosbach vor der Höhe consiste em três aldeias distintas - Ober-Rosbach (Upper Rosbach), Nieder-Rosbach (Lower Rosbach) e Rodheim.
A distribuição da população é a seguinte:
| Vila           | Habitantes (2004) |
| -------------- | ----------------- |
| Ober-Rosbach   | 4.965             |
| Nieder-Rosbach | 2.551             |
| Rodheim        | 4.780             |
| Total          | 12.296            |

## Política

### Relações Internacionais
Rosbach está geminado com:
 Netzschkau, Saxônia, Alemanha (desde 1990)
 Ciechanowiec, Polônia (desde 1995)
 Saint-Germain-lès-Corbeil, Essonne, França (desde 1995)

## Economia e infraestrutura

### Tráfego
A cidade está localizada na autoestrada de acesso Autobahn A5 em direção a Frankfurt e Kassel. Este acesso à autoestrada tem uma alta densidade de tráfego, já que a maioria dos passageiros do oeste do Distrito de Wetterau trabalhando em Frankfurt viaja via Rosbach para seu local de trabalho. A estação ferroviária em Nieder-Rosbach conecta Friedberg e Friedrichsdorf.

### Negócio local
O parque industrial com área de 0,44 km² é bastante grande em relação à área habitacional com 4,46 km² de área. Isso depende de sua localização para o acesso à rodovia que leva a Frankfurt.
- Rosbacher Mineralwasserquelle (marca de água mineral; desde 2001 parte da Hassia Mineralquellen GmbH & Co. KG)
- REWE Deutscher Supermarkt KGaA (rede de supermercados), prédio administrativo e centro de distribuição
- Triumph Motorcycles Ltd. (fabricante de motocicletas), sede na Alemanha
- Trigema GmbH & Co. KG (conglomerado da indústria têxtil e estações de serviço)
- Dr. Schär Medical Nutrition (especializada em nutrição especial)